# William Perry
William Anthony Perry (Aiken, 16 dicembre 1962) è un ex giocatore di football americano statunitense che ha giocato nei ruoli di defensive tackle e fullback nella National Football League (NFL). Fu scelto nel corso del primo giro (22º assoluto) del Draft NFL 1985 dai Chicago Bears. Al college giocò a football coi Clemson Tigers, venendo premiato come All-American. Il suo popolare soprannome, dovuto alla sua stazza, era "The Refrigerator".

## Carriera professionistica
Perry fu scelto nel corso del primo giro del Draft 1985 dai Chicago Bears per espresso volere dall'allenatore Mike Ditka. Tuttavia, il coordinatore difensivo Buddy Ryan, che aveva una relazione astiosa con Ditka, si riferì a Perry come "una scelta del draft sprecata". Perry presto divenne un pedone nella lotta politica tra Ditka e Ryan.
Il soprannome di "Refrigerator" lo seguì nella NFL e in breve tempo divenne uno degli idoli dei tifosi dei Chicago Bears fans. Mentre Ryan rifiutò di far giocare Perry, Ditka decise di utilizzarlo come fullback quando la squadra si trovava in prossima della goal line o in situazioni di quarto down, sia per portare palla che per bloccare per la stella Walter Payton. Nella sua stagione da rookie, Perry segnò due touchdown su corsa e uno su ricezione. Perry ebbe anche la possibilità di portare il pallone nel Super Bowl XX, come tributo alla sua personalità e al suo contributo al successo della squadra. La prima volta che portò il pallone subì un placcaggio perdendo una yard. Nella seconda segnò un touchdown. A metà della sua stagione da rookie, Ryan decise di iniziare a far giocare Perry, che presto si rivelò un capace defensive lineman.
La misura del suo anello del Super Bowl è della taglia più grande di qualsiasi altro giocatore che abbia partecipato all'evento. Tale taglia è la 25, mentre la taglia media di un maschio adulto oscilla tra il 10 e il 12.
Perry disputò dieci stagioni nella NFL, ritirandosi dopo la stagione 1994. Nei suoi dieci anni da professionista lottò regolarmente col suo peso, che a volte incideva sulle sue prestazioni.

## Palmarès
- Super Bowl : 1

Chicago Bears: Super Bowl XX
- National Football Conference Championship: 1

Chicago Bears: 1985

## Statistiche
| Partite totali | 138  |
| Sack           | 29,5 |
| Touchdown      | 3    |